# 花田伸二のヨンキュープラス 深夜2時にちょうどいい
『花田伸二のヨンキュープラス 深夜2時にちょうどいい』（はなだしんじのヨンキュープラス しんやにじにちょうどいい）は、テレビ西日本（福岡ローカル）で2017年10月12日から毎週木曜 1:55 - 2:25（水曜深夜）に放送されているトークバラエティ番組。

## 概要
49歳以上の出演者による、49歳以上を対象にしたトーク番組。毎回、あるお題にもとづいて、出演者同士で喋りまくる。基本的にはユルく、ごくたまにアツく語り合う。MCは温泉ソムリエの花田伸二、プランナーの中村修治、福岡で活躍する芸人・ケン坊田中の3人が務める。アシスタントは、ミス日本酒福岡代表の安藤彩綾。
また、副題「深夜2時にちょうどいい」とあるように、本番組の放送時間は木曜（水曜深夜）1:55からの放送となっており、『約』深夜2時からの放送となっている。

### 放送日程
| 放送回 | 放送日         | テーマ                       | ゲスト                                                                             |
| ------ | -------------- | ---------------------------- | ---------------------------------------------------------------------------------- |
| 第1回  | 2017年10月11日 | 「穴を覗く」                 | アイ・エム・ビー株式会社 岩田眞人社長                                              |
| 第2回  | 2017年10月18日 | 「だだ上がり」               | なし                                                                               |
| 第3回  | 2017年10月25日 | 「ポジティブ」               | 株式会社九鏡 藤村順二社長                                                          |
| 第4回  | 2017年11月01日 | 「プラス7万」                | 株式会社ビィーレック 徳重芳郎社長                                                  |
| 第5回  | 2017年11月08日 | 「どんぴしゃ」               | 喜家 吉田忠士代表                                                                  |
| 第6回  | 2017年11月15日 | 「キャロルとかぐや姫」       | 村上玄輝陶房の村上俊彦、村上邦彦                                                   |
| 第7回  | 2017年11月22日 | 「部長に媚薬」               | 株式会社喜多屋 木下斎                                                              |
| 第8回  | 2017年11月29日 | 「スター無言でよそう」       | ぼっけもん 黒木雄一                                                                |
| 第9回  | 2017年12月06日 | 「酸いも辛いも」             | 翡翠之庄 首藤文彦社長                                                              |
| 第10回 | 2017年12月13日 | 「不死鳥」                   | 株式会社エージェントプラス 橋口洋和代表                                            |
| 第11回 | 2017年12月20日 | 「センセースベってます。」   | 株式会社エージェントプラス 橋口洋和代表                                            |
| 第12回 | 2017年12月27日 | 「ふたり旅館。」             | 蟹御殿 荒川信康社長                                                                |
| 第13回 | 2018年01月10日 | 「博多⇆浅草」                | 神成本舗兼光南 原澤宏一社長                                                        |
| 第14回 | 2018年01月17日 | 「飲んだら暴れん坊」         | ゑびす酒造 田中健太郎社長                                                          |
| 第15回 | 2018年01月24日 | 「儲かっていたがBUT！」      | 有限会社バットコーポレーション 原田敦子社長                                        |
| 第16回 | 2018年01月13日 | 「飲んだら泣く」             | スリーアールシステム株式会社 今村陽一社長                                          |
| 第17回 | 2018年02月07日 | 「城南区Love」               | 津屋崎漁港「空と海」三浦晴久料理長 平戸観光協会 松瀬千秋                           |
| 第18回 | 2018年02月14日 | 「格調高い⁈」                | 八女市商工会議所 山口隆一会頭                                                      |
| 第19回 | 2018年02月21日 | 「妖精誕生！」               | 長浜満月 内山俊二 中洲葡萄家 前原誠喜                                              |
| 第20回 | 2018年02月28日 | 「豪腕マンゴー！」           | フレッサ福岡 前川健太代表                                                          |
| 第21回 | 2018年03月07日 | 「でこちゃん」               | 株式会社新出光の出光泰典社長                                                       |
| 第22回 | 2018年03月14日 | 「リカちゃんに初恋♡」        | Cave de Refuge 本山 裕崇シェフ                                                     |
| 第23回 | 2018年03月21日 | 「もうヘベレケ」             | 陶芸家 安西司                                                                      |
| 第24回 | 2018年03月28日 | 「失望からの再起」           | 株式会社エージェントプラス 橋口洋和代表                                            |
| 第25回 | 2018年04月04日 | 「天の声」                   | 恵比寿酒店の女将 合原直美子                                                        |
| 第26回 | 2018年04月11日 | 「芳醇爽快」                 | 株式会社喜多屋 木下宏太郎社長                                                      |
| 第27回 | 2018年04月18日 | 「深夜２時にどうでもいい」   | なし                                                                               |
| 第28回 | 2018年04月25日 | 「ひと肌脱げ」               | 有限会社自然薯王国 崎田正司社長                                                    |
| 第29回 | 2018年05月02日 | 「GoGoファジー」             | チアリーダーRFC KANA                                                               |
| 第30回 | 2018年05月09日 | 「アンチ天命」               | なし                                                                               |
| 第31回 | 2018年05月16日 | 「心にダムはあるのかい」     | 有限会社上成工業 木場義幸社長                                                      |
| 第32回 | 2018年05月23日 | 「ローカルでエレガンス」     | 八女市商工会議所 山口隆一会頭                                                      |
| 第33回 | 2018年5月30日  | 「おたくあがり」             | 株式会社ペンシル 倉橋美佳社長                                                      |
| 第34回 | 2018年６月６日 | 「南ー無ー」                 | Ａｘｉｏ―アクシオー 多良美由紀代表、川添尚マネージャー                             |
| 第35回 | 2018年6月13日  | 「君こそスターだ」           | キャラクターデザイナー 谷口亮                                                      |
| 第36回 | 2018年6月20日  | 「投げ札」                   | 神成本舗兼光南 原澤宏一社長                                                        |
| 第37回 | 2018年6月27日  | 「ことりとセリーナ」         | 株式会社Maazel Corporation 辻 博史 株式会社ＧＯＬＤ鈴木セリーナ詩織会長 重本ことり |
| 第38回 | 2018年7月4日   | 「日本海の王様」             | 株式会社 藤フーズ 青木光海社長                                                     |
| 第39回 | 2018年7月11日  | 「バーみゆき」               | 福津市 松田美幸副市長                                                              |
| 第40回 | 2018年７月18日 | 「ジーパン宮司」             | 宮地嶽神社 浄見譲宮司                                                              |
| 第41回 | 2018年７月25日 | 「この夏、古久っす。」       | 株式会社天盃 多田格社長                                                            |
| 第42回 | 2018年8月1日   | 「天下をとったどぉ！」       | 独楽工房 隈本知伸社長 大一食品工業株式会社 松﨑大成社長                            |
| 第43回 | 2018年8月8日   | 「俺たちのオーダースーツ」   | 株式会社タマアパレル 渡邉聡社長                                                    |
| 第44回 | 2018年8月15日  | 「雇ってくれよGライン!!!」   | Gライン株式会社 荒牧敬雄社長                                                       |
| 第45回 | 2018年8月22日  | 「ちょいちょい「和」」       | La Maison la Nature Goh オーナーシェフ福山剛                                       |
| 第46回 | 2018年8月29日  | 「キレたスター!!」           | なし                                                                               |
| 第47回 | 2018年9月５日  | 「come！噛む！鴨！」         | 葉山 峰松洋子女将                                                                  |
| 第48回 | 2018年9月12日  | 「パンダ参上！」             | CAPLARITY きゃっぷさん                                                             |
| 第49回 | 2018年9月19日  | 「博多神成、舞台あるってよ」 | なし                                                                               |
| 第50回 | 2018年9月26日  | 「人生！泣き笑い！」         | なし                                                                               |

## 出演者
- 花田伸二（温泉ソムリエ）
- 中村修治（プランナー）
- ケン坊田中
- 安藤彩綾（アシスタント）

## 放送時間
| 放送対象地域 | 放送局              | 放送日時                     | 放送開始日     | 備考   |
| ------------ | ------------------- | ---------------------------- | -------------- | ------ |
| 福岡県       | テレビ西日本（TNC） | 木曜 1:55 - 2:25（水曜深夜） | 2017年10月12日 | 制作局 |